# استان پائوکار دل سارا سارا
استان پائوکار دل سارا سارا (به اسپانیایی: Provincia de Páucar del Sara Sara) یک استان در پرو است که در منطقه آیاکوچو واقع شده‌است. استان پائوکار دل سارا سارا ۲٬۰۹۶٫۹۲ کیلومتر مربع مساحت و ۱۰٬۶۱۰ نفر جمعیت دارد.